# 博伦厄市镇
60°29′N 15°27′E / 60.483°N 15.450°E
博伦厄市镇（瑞典語：Borlänge kommun）是瑞典中部达拉纳省的一个市镇，面积约为586.74平方千米。截至2020年12月31日，该市镇共有居民52394人。其治所位于博伦厄。

## 历史
博伦厄市镇起源于1891年成立的名为Stora Tuna的社区，后于1898年分离出来，成为独立的博伦厄镇。1925年另一社区Domnarvet加入了Stora Tuna，后于1929年又分立出来。1944年博伦厄镇和Domnarvet合并成为博伦厄市镇。在1952年的市政改革时，小镇Torsång加入了Stora Tuna。在1971年的再次市政改革时，博伦厄和Stora Tuna又合并在一起成为了如今的博伦厄市镇。